# Lac de Serre Longue
Pour les articles homonymes, voir Serre (homonymie).
Le lac de Serre Longue est un petit lac de la chaîne de montagne des Pyrénées françaises situés dans le département des Hautes-Pyrénées de la région Occitanie.
Le lac a une superficie de 0,1 ha pour une altitude de 2 190 m.

## Toponymie
Serre : de l'occitan serre « mamelon peu élevé, croupe de collines, colline souvent de forme allongée ».

Provenant d'un terme pré-indo-européen ou au moins prélatin serre/serra « montagne allongée , crête en dos d'âne  ».

## Géographie
Le lac se trouve dans le cirque de Troumouse sur le territoire de la commune de Gavarnie-Gèdre.

### Topographie
| Auberge du Maillet   | Vallée de Héas                   | Pas de Gerbats (2 904 m) |
| Mounherran (2 783 m) | lac de Serre Longue              | Pic Heid (3 022 m)       |
| Lac d'Esbarris       | Pène Blanque et La Munia à l'est | Pic de Troumouse         |

### Hydrographie
Le lac a pour émissaire le ruisseau du Cot qui se jette dans le ruisseau du Maillet.

### Géologie
Le lac de Serre Longue est un lac glaciaire de montagne et dont la formation se passe en trois étapes majeures :
1) À l'Éocène vers −40 Ma se forme la chaîne des Pyrénées à la suite de la remontée vers le nord de la plaque africaine qui entraîne avec elle la plaque ibérique. Cette dernière glisse alors sous la plaque eurasiatique située plus au nord, ce qui entraîne le plissement, le relèvement et le charriage des couches géologiques de la croûte terrestre.
2) À partir du Pliocène puis surtout du Pléistocène, de −5 Ma à −10 000 ans, un refroidissement général du climat entraîne la formation de glaciers et d'une érosion glaciaire (vallées, cirques, moraines, ombilics, etc) dans toute la chaîne des Pyrénées
3) Depuis l'Holocène, à partir de −10 000 ans, un redoux climatique entraîne la disparition des glaciers et la formation dans leur sillage de nombreux lacs glaciaires qui sont de deux sortes :
- le lac de verrou qui se forme dans un ombilic glaciaire formant un creux naturel et terminé par un verrou glaciaire rocheux.
- le lac de moraine qui se forme derrière une moraine agissant comme un barrage naturel.

## Protection environnementale
Le lac est situé dans le parc national des Pyrénées.
Le lac fait partie d'une zone naturelle protégée, classée ZNIEFF de type 1: Cirques d’Estaubé, de Gavarnie et de Troumouse et de type 2 : Haute vallée du gave de Pau : Vallées de Gèdre et Gavarnie.

## Voies d'accès
Depuis le parking d’accès au cirque de Troumouse.